# Martin-Nunatakker
Die Martin-Nunatakker sind eine zwei isolierte Nunatakker im ostantarktischen Viktorialand. Sie ragen 15 km südöstlich des Mount Wood entlang der Nordflanke des David-Gletschers auf.
Der United States Geological Survey (USGS) kartierte sie anhand eigener Vermessungen und Luftaufnahmen der United States Navy aus den Jahren von 1956 bis 1962. Das Advisory Committee on Antarctic Names benannte sie 1968 nach Robert D. Martin, Topographieingenieur des USGS auf der McMurdo-Station von 1961 bis 1962.